# Kiwaia aerobatis
Kiwaia aerobatis är en fjärilsart som beskrevs av Edward Meyrick 1924. Kiwaia aerobatis ingår i släktet Kiwaia och familjen stävmalar. Inga underarter finns listade i Catalogue of Life.